# Light tank MK VI
Pour les articles homonymes, voir Mark VI.
Le Light Tank Vickers Mk VI est un char léger britannique de la Seconde Guerre mondiale. Malgré son faible blindage et son armement insuffisant, il fut un très bon char de reconnaissance.

## Développement
Le Light Tank Mk VI est l'aboutissement d'une longue lignée de chars légers Vickers des années 1930. Durant l'entre-deux-guerres, la société Vickers construisit de petits véhicules blindés dérivés des chenillettes Carden-Loyd. Plus précisément, c'est la version MkVIII de ces dernières qui servit de prototype au char léger Vickers Mk I. Lui succédèrent le Mk.IA, mieux blindé, et le Mk II, pourvu d'une tourelle redessinée et d'une suspension modifiée. La forme de la caisse était très simple et son blindage était riveté. Les premiers Vickers accueillaient un équipage de 2 hommes, mais la version Mk V reçut une tourelle agrandie pouvant loger deux hommes, portant l'équipage à trois membres d'équipage. L'armement fut lui aussi amélioré avec une mitrailleuse lourde de 12.7 mm en plus de la mitrailleuse standard de 7.7 mm.

## Utilisation
La version Mk VI présentait une série d'améliorations qui se révélèrent parfaitement adaptées aux missions de patrouille dans les possessions coloniales britanniques comme en Palestine ou en Inde. Il fut envoyé avec le British Expeditionary Corps en France, où il fut intégré à un régiment de chars de combat. Lors de la bataille de France, cette automitrailleuse ne put se mesurer aux blindés allemands, beaucoup plus puissants. Le Light Tank Vickers Mk VI fut toutefois très bien recyclé en véhicule de reconnaissance pendant la guerre dans le Désert en Afrique du Nord face à l'Afrikakorps. En effet, grâce à sa grande vitesse, il pouvait intercepter, signaler et quitter la zone de combat rapidement sans subir de lourds dommages. Certains Vickers défendirent les îles méditerranéennes comme à Chypre, à Malte ou en Crète. Enfin, plusieurs Vickers combattirent les Japonais dans le sud-est asiatique. 
Après la guerre, les Britanniques les retirèrent des régiments de reconnaissances. Ils reprirent du service dans les armées égyptienne, israélienne et indienne.

## Galerie

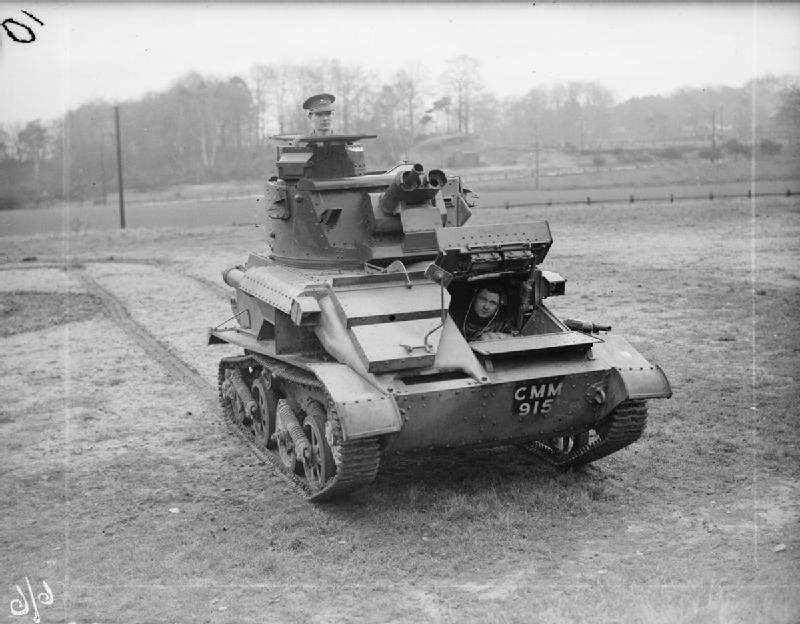
Light Tank Mk VIA du 3rd King's Own Hussars.
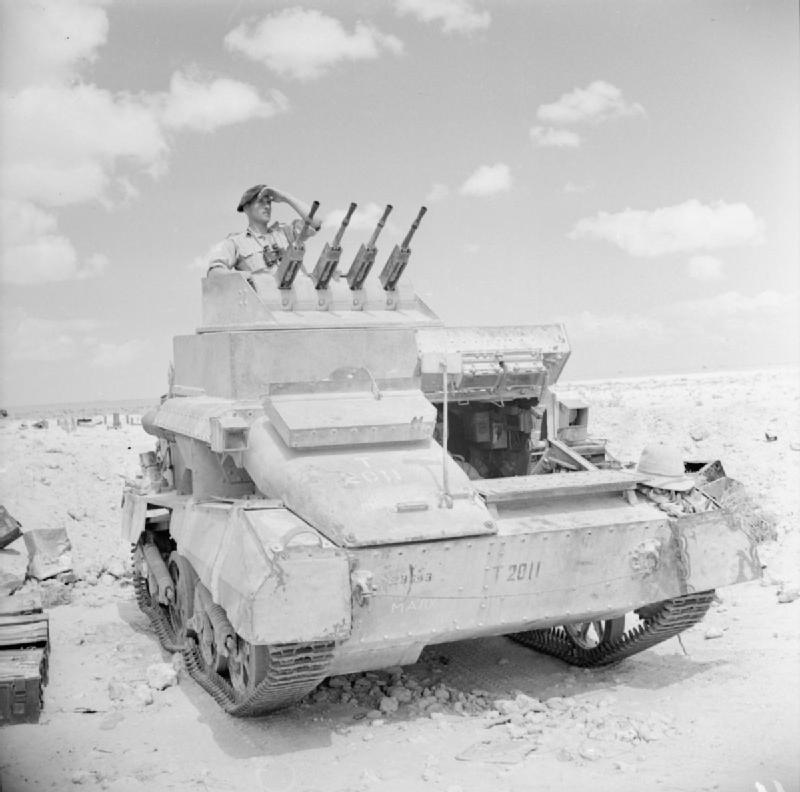
Light Tank AA Mk I.
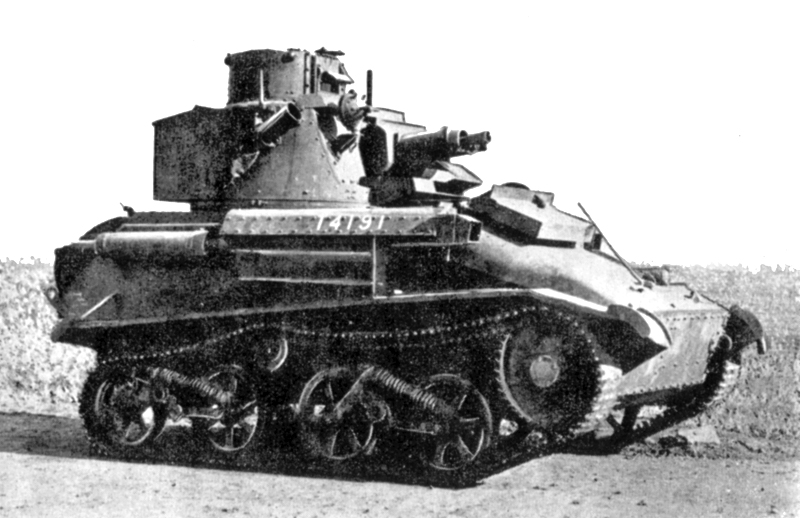
Light Tank Mk VIB.
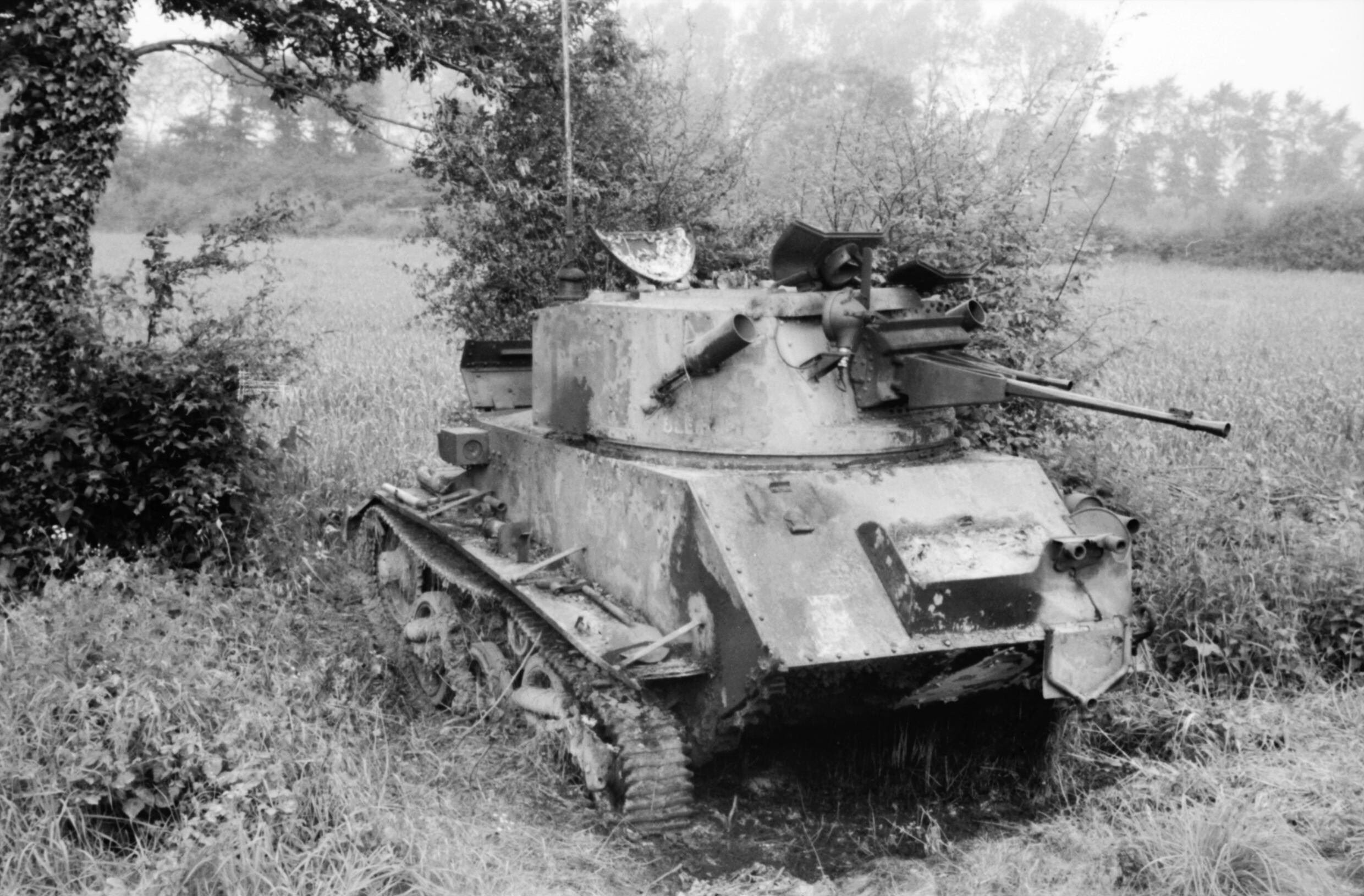
Vickers Light Tank Mk VIC mis hors de combat durant un engagement le 27 mai 1940 dans le secteur de la Somme.